# USS LST-264
O USS LST-264 foi um navio de guerra norte-americano da classe LST que operou durante a Segunda Guerra Mundial.